# 珀尔齐希
珀尔齐希（德語：Pölzig）是德国图林根州的市镇，隶属于格赖茨县。总面积为7.75平方千米，截至2023年12月31日总人口为1,075人。